# アナトール・ウゴルスキ
アナトール・ウゴルスキ（Anatol Ugorski, 1942年9月28日 - 2023年9月5日
）は、ロシアのピアニスト。ロシア語名はアナトリー・ウゴルスキー（Анато́лий За́льманович Уго́рский）。

## 来歴
アルタイ地方ルブツォフスク生まれ。1948年、6歳で積極性と音楽的才能を認められ、レニングラード音楽院に入学。15歳のときグレン・グールドのコンサートを聴き、大きな影響を受けた。卒業後はシェーンベルクやブーレーズなど20世紀音楽のソビエト初演を行っていたが、これらに傾倒していたことで「破壊活動分子」とみなされ、初等教育の歌の伴奏が主な仕事であった。しかし、レニングラードでは人気を博し、1982年から1990年までレニングラード音楽院教授を務めた。のち、ペレストロイカによる芸術界の混乱や対ユダヤ人迫害が家族に及んだこともあり、1990年にドイツに亡命。翌1991年にドイツ・グラモフォンと専属録音契約を結び、演奏家としての再デビューを果たした。
2023年9月5日に死去した。80歳没。